# Comuna de Radzyń Podlaski
Radzyń Podlaski (polaco: Gmina Radzyń Podlaski) é uma gminy (comuna) na Polónia, na voivodia de Lublin e no condado de Radzyński. A sede do condado é a cidade de Radzyń Podlaski.
De acordo com os censos de 2004, a comuna tem 8053 habitantes, com uma densidade 51,9 hab/km².

## Área
Estende-se por uma área de 155,17 km², incluindo:
- área agricola: 65%
- área florestal: 29%

## Demografia
Dados de 30 de Junho 2004:
|                      | Total   | Total | Mulheres | Mulheres | Homens  | Homens |
| -------------------- | ------- | ----- | -------- | -------- | ------- | ------ |
|                      | pessoas | %     | pessoas  | %        | pessoas | %      |
| População            | 8053    | 100   | 4000     | 49,7     | 4053    | 50,3   |
| Densidade (pop./km²) | 51,9    | 100   | 25,8     | 25,8     | 26,1    | 26,1   |

De acordo com dados de 2002, o rendimento médio per capita ascendia a 1239,28 zł.

## Subdivisões
- Biała, Białka, Bedlno, Bedlno Radzyńskie, Branica Radzyńska, Branica Radzyńska-Kolonia, Brzostówiec, Główne, Jaski, Marynin, Paszki Duże, Paszki Małe, Płudy, Radowiec, Siedlanów, Stasinów, Ustrzesz, Zabiele, Zbulitów Duży, Żabików.

## Comunas vizinhas
- Borki, Czemierniki, Drelów, Kąkolewnica Wschodnia, Radzyń Podlaski, Ulan-Majorat, Wohyń